# Sociedad Deportiva Huesca
La Sociedad Deportiva Huesca és un club de futbol de la ciutat d'Osca a l'Aragó. Fou fundat el 1960, competeix actualment a la Segona Divisió espanyola, després d'haver ascendit a primera per primera vegada en la seva història el 2018, i haver-ne descendit la temporada següent. Disputa els seus partits com a local a l'Estadi El Alcoraz. És el referent esportiu de la província d'Osca. Té més de 5.000 socis.

## Història
El 1922 es federa el Huesca FC, amb Santos Solana com a president. Havia estat fundat el 1910 i desaparegué el 1927. L'any 1929 es crea el CD Huesca, que a partir de 1940 es converteix en UD Huesca. El club debutà a segona divisió la temporada 1950-51 i desaparegué el 1956 per problemes econòmics.
El 29 de març de 1960 neix la Sociedad Deportiva Huesca. Jugà per primer cop a Segona Divisió B la temporada 1977-78. Fou subcampió de la Copa Federació de futbol el 2006, en perdre contra el CD Puertollano. La temporada 2006-07, el club va arribar als play-offs d'ascens al segon nivell, però va perdre en una final a doble partit contra el Córdoba CF. En la següent temporada, la 2007-08, va tornar a la "categoria de plata", després de vèncer a l'Écija Balompié.
El club va militar durant 5 temporades a la Segona Divisió espanyola (entre els temporades 2008-09 i 2012-13). Durant la següent temporada 13-14 tenia com a objectiu tornar a la Segona Divisió. No es va complir l'objectiu i per això el club va començar a buscar solucions, primerament incorporant alguns jugadors del juvenil de Divisió d'Honor, l'última categoria abans del primer equip. El club va tornar a la Segona Divisió l'any 2015 després d'acabar en primer lloc i, finalment, una victòria en el play-off d'anada i tornada contra l'Huracà València.
Després de la temporada 2016-17, el Huesca es va classificar per als play-offs d'ascens a Primera Divisió per primera vegada, però va ser eliminat en les semifinals pel Getafe CF. La temporada 2017-18, el Huesca va ser ascendit a primera divisió per primera vegada en la seva història després de guanyar 2-0 contra el Lugo com a visitant en la jornada 40, ja que sobrepassava en 7 punts al tercer classificat quan en quedaven només 6 en joc. La temporada 2019/20 l'equip torna a Segona Divisió, i a primera l'any següent.

## Equipació
La seva primera equipació és blaugrana. El seu patró és Sant Jordi i per això durant algunes temporades la segona equipació duu la creu de sant Jordi.

## Estadi
El seu estadi és El Alcoraz, i s'anomena així per una batalla que va haver-hi allà que es va anomenar la batalla del Alcoraz.

## Plantilla 2024-2025
A 19 agost 2024.
| N. | Pos. | Nac. | Jugador                                  |
| -- | ---- | --- | ---------------------------------------- |
| 1  | POR  | [[Fitxer:Flag of Spain.svg\|23x15px\|border \|alt=Espanya\|link=Selecció de futbol d'Espanya\|{{#if:\|]]                                 | Juan Pérez                               |
| 2  | DEF  | [[Fitxer:Flag of Spain.svg\|23x15px\|border \|alt=Espanya\|link=Selecció de futbol d'Espanya\|{{#if:\|]]                                 | Toni Abad                                |
| 4  | DEF  | [[Fitxer:Flag of Spain.svg\|23x15px\|border \|alt=Espanya\|link=Selecció de futbol d'Espanya\|{{#if:\|]]                                 | Rubén Pulido                             |
| 5  | DEF  | [[Fitxer:Flag of Spain.svg\|23x15px\|border \|alt=Espanya\|link=Selecció de futbol d'Espanya\|{{#if:\|]]                                 | Miguel Loureiro                          |
| 6  | MIG  | [[Fitxer:Flag of Spain.svg\|23x15px\|border \|alt=Espanya\|link=Selecció de futbol d'Espanya\|{{#if:\|]]                                 | Javi Mier                                |
| 7  | MIG  | [[Fitxer:Flag of Catalonia.svg\|23x15px\|border \|alt=Catalunya\|link=Selecció de futbol de Catalunya\|{{#if:\|]]                        | Gerard Valentín                          |
| 8  | MIG  | [[Fitxer:Flag of Spain.svg\|23x15px\|border \|alt=Espanya\|link=Selecció de futbol d'Espanya\|{{#if:\|]]                                 | Javi Pérez                               |
| 9  | DAV  | [[Fitxer:Flag of the Balearic Islands.svg\|23x15px\|border \|alt=Illes Balears\|link=Selecció de futbol de les Illes Balears\|{{#if:\|]] | Sergi Enrich (cedit pel Reial Saragossa) |
| 10 | MIG  | [[Fitxer:Flag of Spain.svg\|23x15px\|border \|alt=Espanya\|link=Selecció de futbol d'Espanya\|{{#if:\|]]                                 | Hugo Vallejo                             |
| 11 | MIG  | [[Fitxer:Flag of Spain.svg\|23x15px\|border \|alt=Espanya\|link=Selecció de futbol d'Espanya\|{{#if:\|]]                                 | Joaquín Muñoz                            |

| N. | Pos. | Nac. | Jugador                                 |
| -- | ---- | --- | --------------------------------------- |
| 13 | POR  | [[Fitxer:Flag of Spain.svg\|23x15px\|border \|alt=Espanya\|link=Selecció de futbol d'Espanya\|{{#if:\|]]                        | Dani Jiménez                            |
| 14 | DEF  | [[Fitxer:Flag of Spain.svg\|23x15px\|border \|alt=Espanya\|link=Selecció de futbol d'Espanya\|{{#if:\|]]                        | Jorge Pulido (capità)                   |
| 15 | DEF  | [[Fitxer:Flag of France (1794–1815, 1830–1974).svg\|23x15px\|border \|alt=França\|link=Selecció de futbol de França\|{{#if:\|]] | Jérémy Blasco                           |
| 18 | DEF  | [[Fitxer:Flag of Spain.svg\|23x15px\|border \|alt=Espanya\|link=Selecció de futbol d'Espanya\|{{#if:\|]]                        | Diego González                          |
| 19 | DAV  | [[Fitxer:Flag of Cameroon.svg\|23x15px\|border \|alt=Camerun\|link=Selecció de futbol del Camerun\|{{#if:\|]]                   | Patrick Soko                            |
| 20 | DEF  | [[Fitxer:Flag of Spain.svg\|23x15px\|border \|alt=Espanya\|link=Selecció de futbol d'Espanya\|{{#if:\|]]                        | Ignasi Vilarrasa                        |
| 22 | MIG  | [[Fitxer:Flag of Spain.svg\|23x15px\|border \|alt=Espanya\|link=Selecció de futbol d'Espanya\|{{#if:\|]]                        | Iker Kortajarena                        |
| 23 | MIG  | [[Fitxer:Flag of Catalonia.svg\|23x15px\|border \|alt=Catalunya\|link=Selecció de futbol de Catalunya\|{{#if:\|]]               | Óscar Sielva                            |
| 27 | MIG  | [[Fitxer:Flag of Spain.svg\|23x15px\|border \|alt=Espanya\|link=Selecció de futbol d'Espanya\|{{#if:\|]]                        | Javi Hernández (cedit pel RCD Espanyol) |

### Equip filial
| N. | Pos. | Nac. | Jugador      |
| -- | ---- | --- | ------------ |
| 26 | DEF  | [[Fitxer:Flag of Spain.svg\|23x15px\|border \|alt=Espanya\|link=Selecció de futbol d'Espanya\|{{#if:\|]] | Hugo Anglada |
| 28 | DEF  | [[Fitxer:Flag of Spain.svg\|23x15px\|border \|alt=Espanya\|link=Selecció de futbol d'Espanya\|{{#if:\|]] | Álex Fita    |

| N. | Pos. | Nac. | Jugador        |
| -- | ---- | --- | -------------- |
| 33 | DAV  | [[Fitxer:Flag of Morocco.svg\|23x15px\|border \|alt=Marroc\|link=Selecció de futbol del Marroc\|{{#if:\|]] | Ayman Arguigue |
| 34 | DAV  | [[Fitxer:Flag of Spain.svg\|23x15px\|border \|alt=Espanya\|link=Selecció de futbol d'Espanya\|{{#if:\|]]   | Sergi Armero   |

### Cedits a d'altres equips
| N. | Pos. | Nac. | Jugador                                                  |
| -- | ---- | --- | -------------------------------------------------------- |
| —  | MIG  | [[Fitxer:Flag of Spain.svg\|23x15px\|border \|alt=Espanya\|link=Selecció de futbol d'Espanya\|{{#if:\|]] | Manu Rico (al SD Tarazona fins al 30 de juny de 2025)    |
| —  | DAV  | [[Fitxer:Flag of Spain.svg\|23x15px\|border \|alt=Espanya\|link=Selecció de futbol d'Espanya\|{{#if:\|]] | Diego Aznar (al Sestao River fins al 30 de juny de 2025) |

## Palmarès
- Segona divisió: 
  - 2019-20
- Segona divisió B: 
  - 2014-15
- Tercera divisió: 
  - 1966-67, 1967-68, 1984-85, 1989-90, 1992-93, 1993-94
- Campionat d'Espanya d'Aficionats: 
  - 1974[11]